# Монастир Йомей
Монасти́р Йо́мей або Йо́мей-дзі́ (яп. 永明寺, ようめいじ, МФА: [joːmeː d͡ʑi], «монастир вічного світла») — буддистський монастир в Японії.  Належить секті Сото.   Розташований за адресою: префектура Сімане, містечко Цувано, Ґота-ґуті 107. Монастирський титул — гора Какуо.  Заснований 1420 року. Головною святинею монастиря є статуя будди Шак'ямуні. 
 Протягом 17 — 19 століття використовувався як усипальниця роду Камей, володарів автономного уділу Цувано. Двічі страждав від пожеж. Капітально відремонтований 1729 року. На території монастиря розташовані могили самурайського полководця Сакадзакі Наоморі та письменника Морі Оґая.